# Austerlitz (Hollandia)

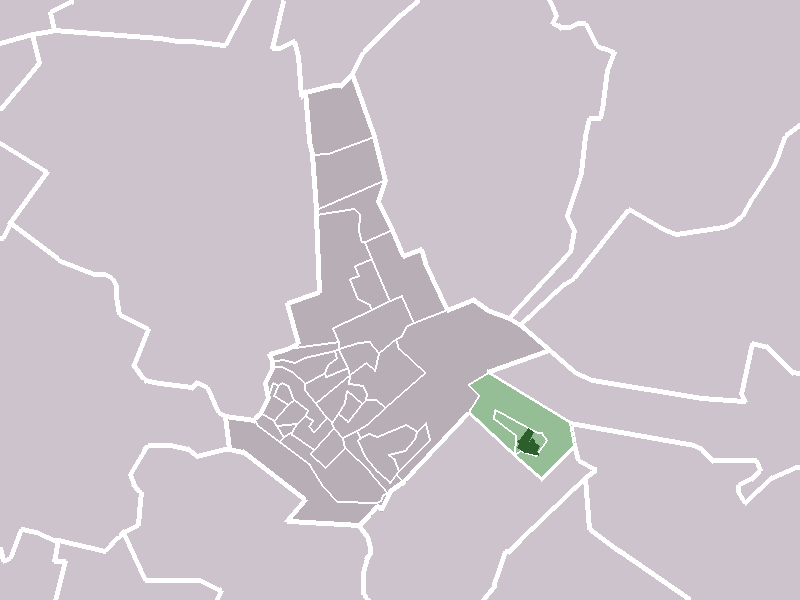
Austerlitz Zeist térképen

Austerlitz Hollandiában Zeist település része, körülbelül 1600 lakossal. Nevét az austerlitzi csata morvaországi helyszínéről kapta, ahol Napóleon fényes győzelmet aratott.
A falu alapítása idején a holland király, I. Lajos Napóleon féltestvére volt.